# フォルニ・アヴォルトリ
フォルニ・アヴォルトリ（伊: Forni Avoltri）は、イタリア共和国フリウリ＝ヴェネツィア・ジュリア州ウーディネ県にある、人口約500人の基礎自治体（コムーネ）。

## 地理

### 位置・広がり

#### 隣接コムーネ
隣接するコムーネは以下の通り。括弧内のATはオーストリア領（AT-2はケルンテン州）、BLはベッルーノ県（ヴェネト州）を示す。
- レザハタール（ドイツ語版） (AT-2)
- パルッツァ
- プラート・カルニコ
- リゴラート
- サント・ステーファノ・ディ・カドーレ (BL)
- サッパーダ (BL)

### 気候分類・地震分類
フォルニ・アヴォルトリにおけるイタリアの気候分類 (it) および度日は、zona F, 4110 GGである。
また、イタリアの地震リスク階級 (it) では、zona 3 (sismicità bassa) に分類される。

## 行政

### 分離集落
フォルニ・アヴォルトリには、以下の分離集落（フラツィオーネ）がある。
- Collina, Collinetta, Frassenetto, Sigilletto